# Zilog Z80000
Der 1986 veröffentlichte Zilog Z80000 war ein für seine Zeit fortschrittlicher Mikroprozessor.
Es handelt sich um eine 32-Bit-Architektur mit einer sechsstufigen Pipeline und einem Cache von 256 Byte, der softwareseitig eingefroren werden konnte. Es gab eine Ko- und Multiprozessor-Unterstützung.
Der mit 4 bis 20 MHz getaktete Prozessor konnte sich im Gegensatz zu seinem Vorgänger, dem Zilog Z8000, am Markt nicht durchsetzen.
Einsatzfälle/Entwicklungen:
Der Z80000 wurde von Zilog selbst in deren Computersystem Zilog System 8000 eingesetzt. Die Maschine wurde mit einem UNIX-Clone vertrieben und hat im Jahr 2010 absolute Seltenheit.
Das Unternehmen Olivetti stellte mehrere Nullseriengeräte auf Basis des Z80000 her, nachdem sich seine Geräte mit Z8000 als 16-Bit-Personalcomputer mittlerer Leistungsklasse recht gut verkauft hatten. Die Arbeiten wurden 1989 abgebrochen.